# Le Massegros
Le Massegros är en kommun i departementet Lozère i regionen Occitanien i södra Frankrike. Kommunen ligger i kantonen Le Massegros som tillhör arrondissementet Florac. År 2020 hade Le Massegros 404 invånare.

## Befolkningsutveckling
Antalet invånare i kommunen Le Massegros
| Referens: INSEE |